# Gostilje Brajovićko
Gostilje Brajovićko (cyr. Гостиље Брајовићко) – wieś w Czarnogórze, w gminie Danilovgrad. W 2011 roku liczyła 12 mieszkańców.